# Sao Vàng
Sao Vàng (Cảng hàng không Sao Vàng, Sân bay Sao Vàng) és un aeroport de Thanh Hóa, a la República socialista del Vietnam, a 45 km a l'oest Thanh Hóa, província de Thanh Hóa. Es tracta d'una antiga base aèria remodelada per allotjar-hi vols civils des de 2013. Opera principalment com a aeroport de suport per l'aeroport de Hanoi amb vols a l'aeroport de Ho Chi Minh.